# Venturia tremulae
Venturia tremulae är en svampart som tillhör divisionen sporsäcksvampar, och som beskrevs av Rudolph Ferdinand Theodor Aderhold. Venturia tremulae ingår i släktet Venturia, och familjen Venturiaceae. Arten är reproducerande i Sverige.